# Donkey Kong Jr.
Donkey Kong Jr. (ドンキーコングJR. Donkī Kongu Junia) är ett arkadspel från 1982, tillverkat av Nintendo. 
Spelet har även släppts till en hel del konsoler som Atari 2600, NES, Colecovision, BBC Micro och fler. 
Detta spel är en uppföljare till arkadspelet Donkey Kong.

## Spelupplägg
Rörläggaren Mario har tillfångatagit den stora gorillan (förra spelets antagonist) Donkey Kong och slängt honom i en bur. Nu är det upp till Donkey Kong Junior att rädda sin stackars pappa. Spelaren måste leda Donkey Kong Junior genom fyra äventyrsfyllda nivåer, där han måste klättra lianer, undvika fiender och hoppa över plattformar, från djungeln till den stora staden. Fienderna kan besegras genom att släppa frukt på dem.
När den stora staden på nivå fyra är nådd, står Mario på toppen av en skyskrapa och genom att sätta sex nycklar i sina nyckelhål kollapsar byggnaden. Mario och Donkey Kong faller båda ner och Donkey Kong Junior fångar Donkey Kong men Mario hamnar på marken. De går därifrån men Mario springer ilsket efter, tills han blir sparkad tillbaka och flyr.
Därefter börjar spelet om på första nivån, och svårighetsgraden ökas. När spelet är slut och spelaren fått ett högre antal poäng än de som är publicerade på high-scorelistan, får spelaren skriva in ett namn på tre bokstäver, som sedan publiceras tillsammans med poängen på high-scorelistan.

### Fotnoter
1. ↑  ”Donkey Kong Junior” (på engelska). Mobygames. 10 mars 1982. http://www.mobygames.com/game/donkey-kong-junior. Läst 19 september 2016.